# نسيج طلائي عمادي طبقي كاذب
النسيج الطلائي الطبقي الكاذب يتكون من طبقة واحدة من الخلايا، كما في النسيج المخاطي المبطن للقصبة الهوائية الذي يساعد على التخلص من الشوائب، حتى لا تدخل إلى الرئتين خلال عملية التنفس. سمي بهذا الاسم لأن هذا النسيج يظهر على شكل طبقات فوق بعضها البعض والسبب في ذلك أن الأنوية ليست على مستوى واحد، ولكن هو بالحقيقة مكون من طبقة واحدة من الخلايا فقط.

## صور إضافية

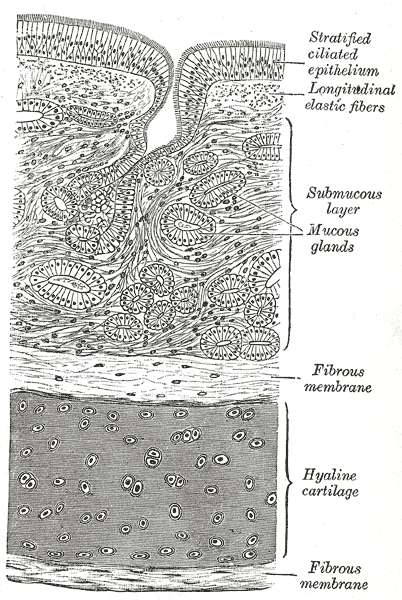
مقطع عرضي في نسيج القصبة الهوائية. لاحظ أن "النسيج الطلائي الهدبي الطبقي الكاذب" في الصورة مشار إليه بشكل غير صحيح في أعلى اليمين.

## روابط خارجية
- Slide at ohio-state.edu